# 第27回カンヌ国際映画祭
第27回カンヌ国際映画祭（だい27かいカンヌこくさいえいがさい）は、1974年5月9日から24日にかけて開催された。

## 受賞結果
- グランプリ：『カンバセーション…盗聴…』（フランシス・フォード・コッポラ）
- 審査員特別グランプリ：『アラビアンナイト』（ピエル・パオロ・パゾリーニ）
- 審査員賞：『従妹アンヘリカ』（カルロス・サウラ）
- 男優賞：ジャック・ニコルソン（『さらば冬のかもめ』）
- 女優賞：マリー＝ジョゼ・ナット（『Les Violons Du Bal』）
- 脚本賞：スティーブン・スピルバーグ、ハル・バーウッド、マシュー・ロビンス（『続・激突!/カージャック』）
- 特別表彰：シャルル・ボワイエ（『薔薇のスタビスキー』）

## 審査員

### コンペティション部門
- ルネ・クレール （ フランス/映画監督） 審査員長
- ミシェル・ステー ( スイス/映画監督)
- ロストスラフ・ユルネフ ( ソビエト連邦/映画監督)
- モニカ・ヴィッティ ( イタリア/女優)
- ジャン＝ルー・ダバディ ( フランス/脚本家)
- ケン・ファント ( スウェーデン/プロデューサー)
- アレクサンダー・ウォーカー ( イギリス/映画批評家)
- フェリックス・ラビッス ( フランス/画家)
- アーウィン・ショウ ( アメリカ合衆国/作家)

## 上映作品

### コンペティション部門
アルファベット順。邦題がない場合は原題の下に英題。
| 題名 原題                                                                     | 監督                                 | 製作国                     |
| ----------------------------------------------------------------------------- | ------------------------------------ | -------------------------- |
| 娘がいっぱい Abu el Banat                                                     | モーシェ・ミズラヒ                   | イスラエル                 |
| 不安は魂を食いつくす Angst essen Seele auf                                    | ライナー・ヴェルナー・ファスビンダー | 西ドイツ                   |
| カンバセーション…盗聴… The Conversation                                       | フランシス・フォード・コッポラ       | アメリカ合衆国             |
| ミラノの恋人 Delitto d'amore                                                  | ルイジ・コメンチーニ                 | イタリア                   |
| El Santo oficio (The Holy Office)                                             | アルトゥーロ・リプスタイン           | メキシコ                   |
| 熱風 Garm Hava                                                                | M・S・サティユー                     | インド                     |
| 卑弥呼                                                                        | 篠田正浩                             | 日本                       |
| アラビアンナイト Il fiore delle mille e una notte                             | ピエル・パオロ・パゾリーニ           | イタリア フランス          |
| Il Était Une Fois Dans L'est (Once Upon a Time in the East)                   | アンドレ・ブラッサール               | カナダ                     |
| La Cage Aux Ours (The Bear Cage)                                              | マリアン・ハントベルカー             | ベルギー                   |
| 従妹アンヘリカ La prima Angélica                                              | カルロス・サウラ                     | スペイン                   |
| さらば冬のかもめ The Last Detail                                              | ハル・アシュビー                     | アメリカ合衆国             |
| はみだした男 Les autres                                                       | ユーゴ・サンチャゴ                   | フランス                   |
| Les Violons du bal (Violins at the Ball)                                      | ミシェル・ドラック                   | フランス                   |
| Macskajáték (Cat's Play)                                                      | カーロイ・マック                     | ハンガリー                 |
| マーラー Mahler                                                               | ケン・ラッセル                       | イギリス                   |
| ミラレパ Milarepa                                                             | リリアーナ・カヴァーニ               | イタリア                   |
| 秘密組織・非情の掟 The Nickel Ride                                            | ロバート・マリガン                   | アメリカ合衆国             |
| The Nine Lives of Fritz the Cat                                               | ロバート・テイラー                   | アメリカ合衆国             |
| Последната дума Poslednata Douma                                              | Binka Jeliaskova                     | ブルガリア                 |
| Saat el Tahrir Dakkat, Barra ya Isti Mar (The Hour of Liberation Has Arrived) | Heiny Srour                          | レバノン イギリス フランス |
| Sovsem Propashtshiy (Hopelessly Lost)                                         | ゲオルギー・ダネリア                 | ソビエト連邦               |
| 薔薇のスタビスキー Stavisky...                                                | アラン・レネ                         | フランス                   |
| 続・激突!/カージャック The Sugarland Express                                  | スティーヴン・スピルバーグ           | アメリカ合衆国             |
| Symptoms                                                                      | ホセ・ラモン・ララツ                 | イギリス ベルギー          |
| ボウイ&キーチ Thieves Like Us                                                 | ロバート・アルトマン                 | アメリカ合衆国             |

### 特別招待作品
- フェリーニのアマルコルド - フェデリコ・フェリーニ (イタリア)
- ス★パ★イ - アーヴィン・カーシュナー (イギリス)
- The Homecoming - ピーター・ホール (アメリカ)
- マイ・ラブ - クロード・ルルーシュ (フランス・イタリア)
- パラード - ジャック・タチ (フランス)
- 1789 - アリアーヌ・ムヌシュキン (フランス)
- 湖のランスロ - ロベール・ブレッソン (フランス)
- 夜の騎士道 - ルネ・クレール (フランス)
- 地獄の貴婦人 - フランシス・ジロー (フランス)